# Soulfly (album)
Soulfly – pierwszy album grupy Soulfly wydany 21 kwietnia 1998.

## Opis
Jako pierwszy powstał utwór „Eye for an Eye”. Znalazł się on wraz z piosenką „Primitive” na demo przekazanym do wytwórni Roadrunner Records. Po podpisaniu kontraktu rozpoczęto nagrania w studio Indigo Ranch w kalifornijskim Malibu (tam nagrywano wcześniej album Roots grupy Sepultura). Producentem albumu był Ross Robinson, a miksowaniem zajmował się Andy Wallace (tak samo jak w przypadku Roots).
Pierwotna wersja demo „Eye for an Eye” był w warstwie tekstowej skierowana do członków Sepultury, wyrażała pretensje, frustrację i wściekłość Cavalery na nich. Ostatecznie, za sugestią Robinsona Cavalera napisał nowy tekst do utworu, przekazujący więcej wiary i mająca bardziej pozytywny charakter. Wersja demu tej piosenki została wydana na reedycji albumu w 2005 z okazji 25-lecia RR.
Na płycie pojawili się liczni goście. W „Eye for an Eye” głosu użyczył wokalista Fear Factory, Burton C. Bell.
We wkładce do tej płyty pojawiła się osobna informacja: Utwory „Bleed” i „First Commandment” są dedykowane ludziom zamieszanym w morderstwo Dany Wellsa i zatuszowanie jego śmierci. Wiecie kim jesteście. Sąd nadchodzi. W utworze „Bleed” wystąpili wokalista Fred Durst i muzyk DJ Lethal z grupy Limp Bizkit. Pomysł ich udziału zasugerował producent Ross Robinson; Durst, mimo że nie znał osobiście Wellsa, w mniemaniu zarówno Cavalery jak i słuchaczy udanie wpasował się w przesłanie utworu. W teledysku do tego utworu, wyreżyserowanym przez Thomasa Mignone, zostały przedstawione sceny odwołujące się do śmiertelnego wypadku Dany Wellsa. Ponadto na krążku w lirykach utworu pt. "The Song Remains Insane" wykorzystano słowa autorstwa Wellsa. W utworze „First Commandment”, zainspirowanym piosenkami „Firestarter” i „Breathe” zespołu The Prodigy wystąpił Chino Moreno z Deftones.
W utworach „Quilombo” i „Prejudice” pojawił się też wokalista Benji Webbe z grupy Dub War (potem Skindred). W instrumentalnym utworze „Karmageddon” Cavalera wykorzystał nagranie szkockich dud idących na wojnę, których dźwięki zamieniono na gitary. Piosenka „Umbabarauma” stanowiła przeróbkę piosenki Jorge Ben Jora, zaś wyprodukował ją Mario Caldado, znany ze współpracy z Beastie Boys. Utwór ten w sposób nieoficjalny stał się piosenką na Mistrzostwa Świata w Piłce Nożnej 1998 we Francji. Na płycie użyto też śpiewu z wierzeń candomblé. Od pierwszego albumu na każdym kolejnym pojawiał się utwór instrumentalny pod tytułem „Soulfly” i nazywany kolejnymi liczbami, w zamierzeniu Cavalery mający być akustyczną improwizacją.
Całe wydawnictwo zostało poświęcone pamięci pasierba Maxa Cavalery, Dany „D-Low” Wellsa, który zmarł w 1996. Album został dedykowany Bogu.
Według danych z kwietnia 2002 album sprzedał się w nakładzie 337,590 egzemplarzy na terenie Stanów Zjednoczonych. Płyta w USA osiągnęła status złotej. W Stanach Zjednoczonych debiut dotarł do 79. miejsca listy Billboard 200.

## Lista utworów
1. "Eye for an Eye" - 3:34
2. "No Hope = No Fear" - 4:35
3. "Bleed" - 4:06
4. "Tribe" - 6:02
5. "Bumba" - 3:59
6. "First Commandment" - 4:29
7. "Bumbklaatt" - 3:51
8. "Soulfly" (instrumentalny) - 4:48
9. "Umbabarauma" - 4:11
10. "Quilombo" - 3:43
11. "Fire" - 4:21
12. "The Song Remains Insane" - 3:39
13. "No" - 4:00
14. "Predjudice" - 6:52
15. "Karmageddon" (instrumentalny) - 5:44

Utwory bonusowe:
16. "Cangaceiro" - 2:19
17. "Ain't No Feeble Bastard" - 1:39 (cover Discharge)
18. "The Possibility of Life's Destruction" - 1:28 (cover Discharge)
19. "Blow Away" - 4:07 (dostępny na edycji Roadrunner Records 25th Anniversary)

## Twórcy
Skład zespołu
- Max Cavalera - gitara elektryczna, śpiew
- Lucio Maia vel Jackson Bandeira - gitara elektryczna[5]
- Roy Mayorga - perkusja
- Marcelo Dias - gitara basowa

Inni
- Burton C. Bell (Fear Factory) - śpiew w utworze "Eye For An Eye"
- Dino Cazares (Fear Factory) - gitara w utworze "Eye For An Eye"
- Fred Durst (Limp Bizkit) - śpiew w utworze "Bleed"
- DJ Lethal (Limp Bizkit) - scratch w utworach "Bleed" oraz "Quilombo"
- Chino Moreno (Deftones) - śpiew w utworze "First Commandment"
- Christian Olde Wolbers (Fear Factory) - gitara basowa w utworze "No"
- Benji Webbe (Dub War) - śpiew w utworach "Quilombo" oraz "Prejudice"
- Marcello D. Rapp - gitara basowa
- Anders Dohn - producent muzyczny
- Kevin Estrada - producent reedycji, fotografie
- Logan Mader - gitara
- George Marino - mastering
- Mario Caldato Jr. - producent muzyczny, miksowanie
- Larry McDonald - kongi
- Rob Agnello - inżynier dźwięku
- Ross Robinson - producent muzyczny, miksowanie
- Andy Wallace - miksowanie
- Steve Sisco - miksowanie
- Jan Sneum - producent wykonawczy
- Jorge Du Peixe oraz Gilmar Bolla Oito - gościnnie w utworach 1, 2, 4, 5, 7, 8, 9, 10, 11,14
- Chuck Johnson - gościnnie w utworach 8, 15